# Peter John Bickel
Peter John Bickel (1940) é um estatístico estadunidense professor de estatística da Universidade da Califórnia em Berkeley.

## Formação e carreira
Bickel estudou física no Instituto de Tecnologia da Califórnia. Obteve um Ph.D. em 1963 na Universidade da Califórnia em Berkeley, orientado por Erich Leo Lehmann.
Dentre seus alunos constam C. F. Jeff Wu, Jianqing Fan, Katerina Kechris, Elizaveta Levina e Donald Andrews.
Foi palestrante convidado do Congresso Internacional de Matemáticos em Pequim (2002: Hidden Markov and State Space Models Asymptotic Analysis of Exact and Approximate Methods for Prediction, Filtering, Smoothing and Statistical Inference).

## Prêmios e reconhecimentos
- 1970 Bolsa Guggenheim
- 1973 Fellow da American Statistical Association[8]
- 1981 Recipiente do COPSS Presidents' Award[9]
- 1984 MacArthur Fellows Program
- 1986 Fellow da Academia de Artes e Ciências dos Estados Unidos
- 1986 Membro da Academia Nacional de Ciências dos Estados Unidos[10]
- 1986 Doutorado honorário pela Universidade Hebraica de Jerusalém
- 1995 Membro estrangeiro da Academia Real das Artes e Ciências dos Países Baixos[11]
- 2006 Comendador da Ordem de Orange-Nassau
- 2013 COPSS Distinguished Achievement Award and Lectureship[12]
- 2014 Doutorado honorário pelo Instituto Federal de Tecnologia de Zurique[13]